# Wappos

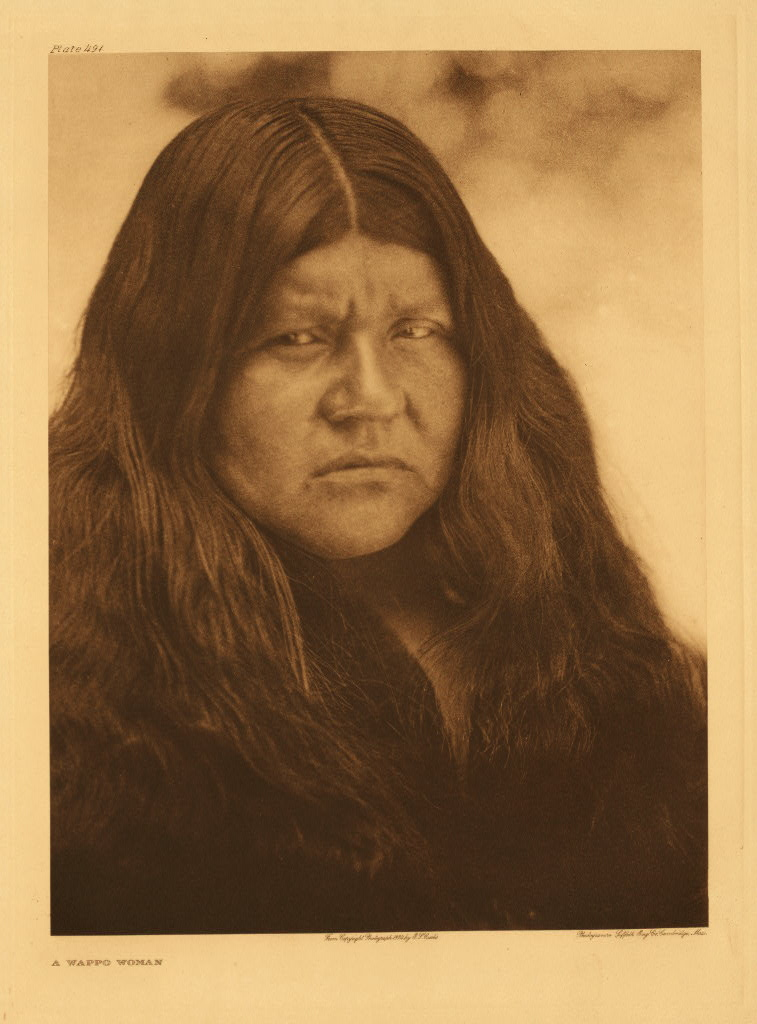
Femme wappo (1924).

Les Wappos sont des autochtones amérindiens. Leur habitat traditionnel est une partie montagneuse du nord de la Californie, qui comprend une partie de la Russian River et de la Napa Valley.

## Culture
Le mode de vie traditionnel des Wappos était basé sur la cueillette de glands et de plantes ainsi que sur la chasse. Ils pratiquaient la vannerie (fabrication de paniers). Leurs villages comportaient souvent des huttes à sudation que les hommes utilisaient pour pratiquer des cérémonies, et servaient également de lieu de rassemblement informel ou religieux.

## Histoire
Au début du XIXe siècle, des missionnaires mexicains entrent en contact avec ce peuple, qu'ils nomment « guapo » (brave). Ce nom est par la suite américanisé en « wappo ». Les Wappos entrent rapidement en conflit avec les Mexicains dont le but est de coloniser le territoire où ils vivent. En 1836, ils signent un traité de paix avec les Mexicains.
Après la cession mexicaine, le pays wappo passe sous le contrôle du gouvernement des États-Unis. Au cours du temps, leur population diminue drastiquement notamment en raison des marches forcées qui leur sont imposées et d'épidémies de variole.
Un petit nombre de Wappos subsiste de nos jours dans leur territoire d'origine.

## Langue
Le wappo est une langue éteinte apparentée au yuki.